# Heger Friedhof

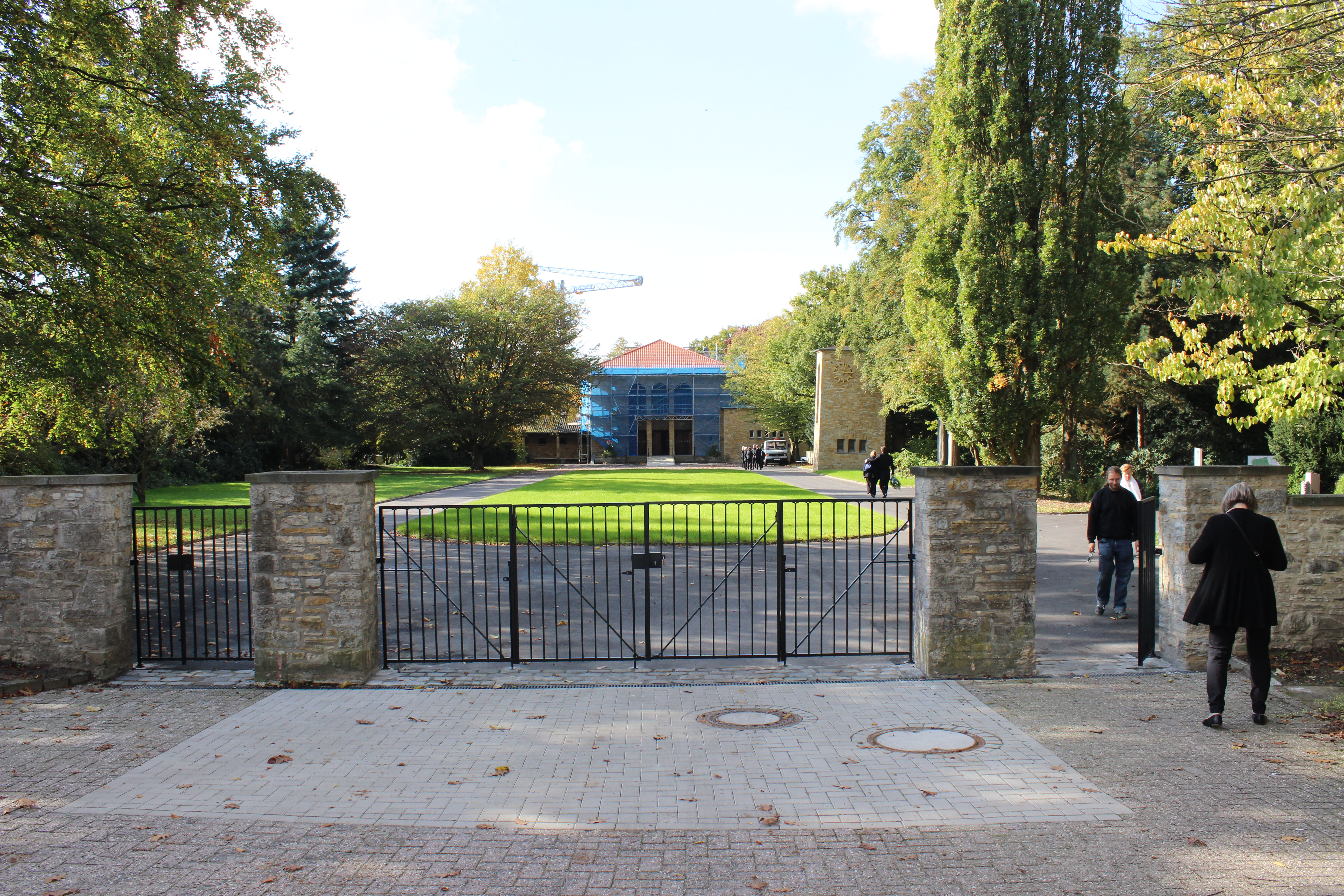
Zugang 2014

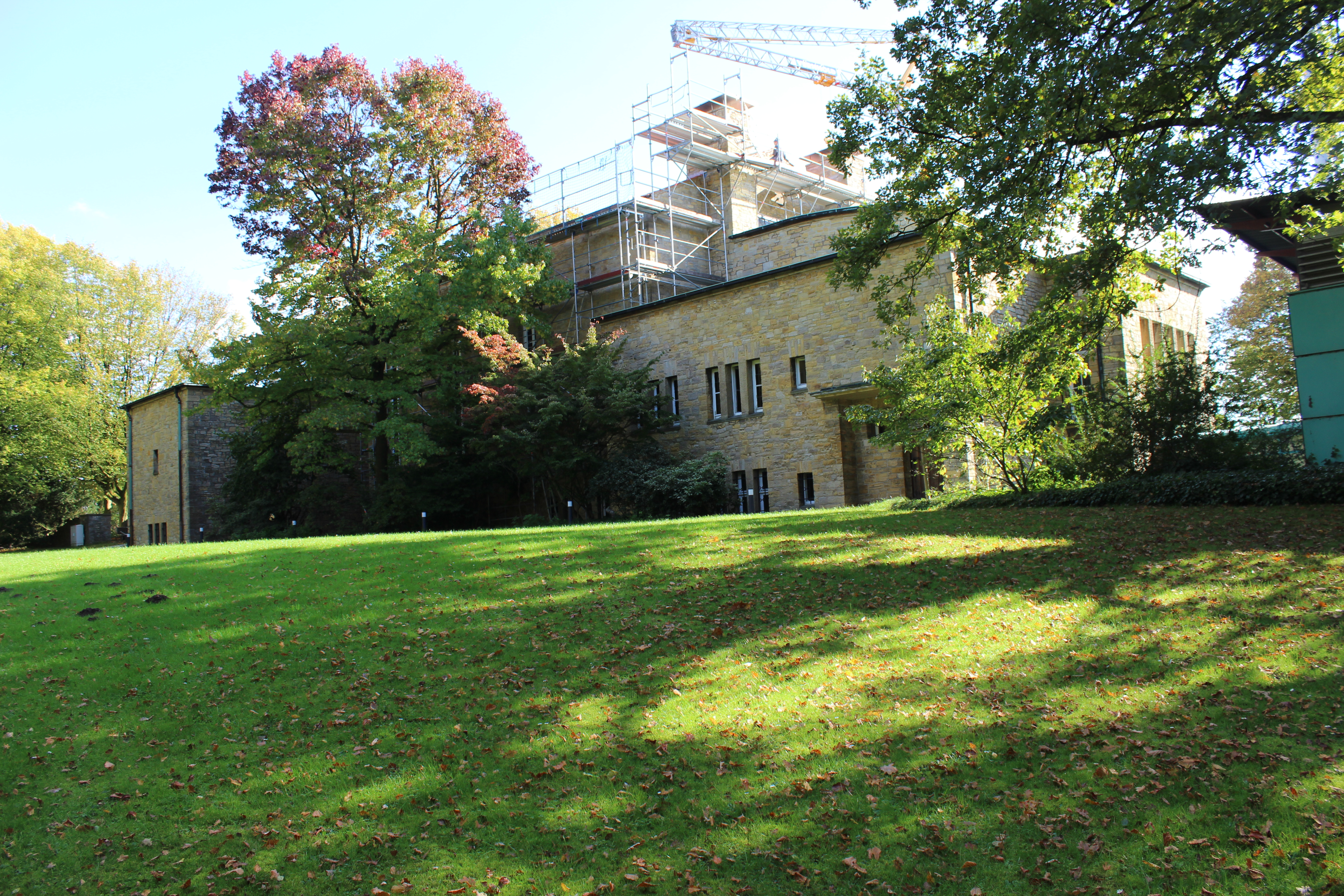
Trauerhalle 2014

Der Heger Friedhof ist ein städtischer Friedhof an der Rheiner Landstraße in Osnabrück. Die 1936 bis 1937 gebaute Trauerhalle mit Krematorium und Nebenanlagen steht unter Denkmalschutz.

## Geschichte
Der Friedhof wurde nach dem Ersten Weltkrieg geplant und 1925 eröffnet. 
Im Juni 1927 wurde von der Stadt ein Architektenwettbewerb für die künstlerische Ausgestaltung des Friedhofs mit einer Trauerhalle für 200 Personen und einer Leichenhalle mit etwa 30 Zellen und einer Feuerbestattungsanlage ausgelobt. Ein Verein für Feuerbestattung bestand bereits seit 1907. Im Dezember wurde der Entwurf mit dem Motto „Campo Santo“ von Stadtbaumeister Sepp Spannmacher und Gartenarchitekt Hans Wende (Bochum) mit dem 1. Preis ausgezeichnet. Das große Bauwerk mit hohen Blendbögen und seitlich anschließenden Arkaden sollte sich zum Friedhof öffnen und mit der Anlage korrespondieren. Aus Geldmangel wurde dieser Entwurf jedoch nicht verwirklicht, es entstand lediglich eine kleine Trauerhalle.
Erst 1935 wurde erneut ein beschränkter Wettbewerb veranstaltet, aus dem die Architekten Adolf Springer, Oskar Lemke und Friedrich Brinckmann (Hannover) als Sieger hervorgingen. Sepp Spannmachers neuer Wettbewerbsentwurf erhielt nur eine Anerkennung. Am 10. Oktober 1937 wurde die Trauerhalle mit dem Krematorium eingeweiht.
Am 23. August 1954 wurde das Ehrenfeld für niederländische Opfer des Zweiten Weltkriegs eingeweiht.
Das neue Krematorium ging 1993 in Betrieb.
2008 wurde die kleine Trauerhalle und 2014 die große Trauerhalle saniert.

## Beschreibung der baulichen Anlage
Die Anlage wurde im zeittypischen Stil der 1930er Jahre errichtet, der das Neue Bauen der 1920er Jahre mit traditionellen und repräsentativen Elementen kombiniert. Der Baukörper der Feierhalle wird durch ein flaches Walmdach bedeckt. Drei hohe vertikale Bögen öffnen die Eingangsfront und verleihen dem Bau Monumentalität. Während sich auf der einen Seite der Feierhalle ein Nischengang mit vier schmalen Stützen anschließt, befindet sich auf der anderen Seite das Funktionsgebäude für die notwendigen Räumlichkeiten einer Feuerbestattungsanlage. Eine niedrige Mauer umschließt einen Ehrenhof und findet auf der einen Seite in einem kraftvollen, kubischen Uhrenturm ihren Abschluss. Sämtliche Bauteile haben Fassaden in grobem, unregelmäßigem Naturstein, die der Anlage den gewünschten gestalterischen Zusammenhang geben. Der Schornstein erhebt sich aus dem Dach der Feierhalle auf der gegenüber liegenden Seite des Eingangs. Das Krematorium war mit zwei gasbetriebenen Etagenöfen der Firma Ruppmann (Stuttgart) ausgestattet. Im Inneren stellt der waagerechte Sargentzug durch ein Tor eine Besonderheit dar. Nachdem der Sarg das Tor passiert hat, bleibt er in einem künstlich beleuchteten Raum stehen und wird versenkt, während sich die Torflügel schließen. Damit sollte ein dem Anlass entsprechendes theatralisches Moment entstehen.

## Bedeutung

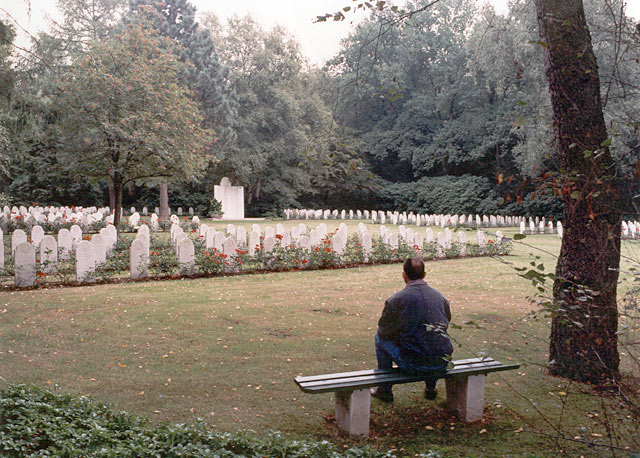
Niederländisches Ehrengräberfeld auf dem Heger Friedhof

Der Heger Friedhof ist mit 270.000 Quadratmetern nicht nur der größte Osnabrücker Friedhof, sondern hat heute durch Lage und Funktion den Charakter eines Hauptfriedhofs der Stadt. 17 Abteilungen bieten auch künftig ausreichend Raum für eine würdige Totenruhe. 
Direkt angrenzend an den Heger Friedhof befindet sich am mittleren Eingang des Lotter Kirchwegs seit 2003 der „neue“ jüdische Friedhof. Dieser wird selbstständig durch die jüdische Gemeinde verwaltet und unterhalten. Ein Glockenturm sowie sechs Ehrenfelder für Gefallene verschiedener Nationen des Zweiten Weltkriegs sind Stationen der regelmäßig stattfindenden Friedhofsführungen. 
Der Heger Friedhof bietet als einziger Friedhof in Osnabrück eine anonyme Bestattungsform an.

## Gräber
- Robert Ardelt (1874–1947), Wehrwirtschaftsführer
- Hermann Gösmann (1904–1979), Fußballfunktionär
- Hermann Grupe (1881–1949), Schriftsteller, „Hiärm Grupe“
- Theo M. Landmann (1903–1978), Glasmaler
- Hans Georg Calmeyer (1903–1972), Rechtsanwalt
- Fritz Szalinski (1905–1978), Bildhauer
- Ludwig Bäte (1892–1977), Schriftsteller
- Adolf de Haer (1892–1944), Maler (Feld XIH Reihe 01 Grab 50)[3]
- Kurt Sydow (1908–1981), Violinist, Musikpädagoge, Komponist, Musikwissenschaftler, Dozent, Hochschulrektor und Autor